# Bénédiction
Pour les articles homonymes, voir Benediction.
Pour l'article antonyme, voir malédiction
 (mai 2025).

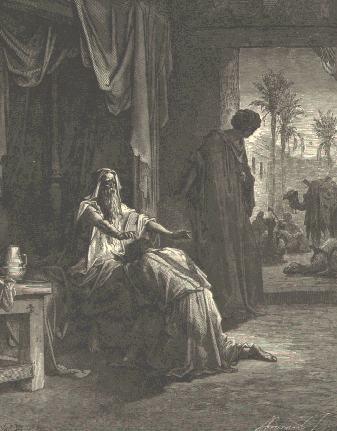
Gustave Doré, Isaac bénissant Jacob.

La bénédiction (du latin benedictio de bene dicere, bénir), est l'action de bénir, par la parole ou par le geste. L'étymologie du mot, « le fait de dire du bien », indique déjà les deux sens qui lui sont habituellement connus : synonyme de louange, et synonyme d'un bienfait accordé.
Une prière de bénédiction est une courte prière destinée à remercier Dieu pour son aide et à le louer.

## Dans la Bible

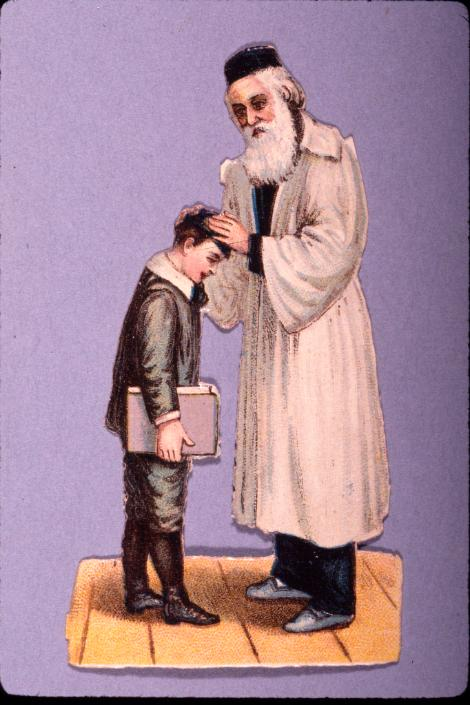
Père bénissant son fils (fin - début).

Dans la Bible, le mot Bénédiction est utilisé soixante-sept fois : 53 fois dans la Bible hébraïque (dite Ancien Testament par les chrétiens) et 14 fois dans le Nouveau Testament. Ainsi les patriarches, Abraham, Isaac et Jacob, bénissent leurs fils afin de leur transmettre la bénédiction qu'ils ont eux-mêmes reçue de Dieu.

### Dans la Torah
Dans la Bible hébraïque, le terme Berakhah (בְּרָכָה) indique une habitude religieuse, et selon le savoir-vivre, la courtoisie (נימוס). BeRaKHaH (בְּרָכָה) peut signifier trois choses : une grâce accordée par Dieu, un souhait humain que Dieu agisse favorablement envers quelqu'un d'autre, et une joie de celui qui voit la réussite ou le bonheur d'autrui.

### Dans le Nouveau Testament
Dans le Nouveau Testament, nous retrouvons trois termes grecs qui ont été traduits par bénédiction.
- Le terme eulogia (qui a donné en français le mot éloge), désigne les grâces spirituelles et matérielles procurées par Jésus-Christ à l'homme.
- Un second terme grec est traduit par bénédiction. Il s'agit du mot Makarios' qui revêt une signification spirituelle. C'est ce terme qui a été utilisé par Élisabeth pour bénir Marie enceinte de Jésus.
- Le dernier terme, Eulogetos', s'applique exclusivement à Dieu et à Jésus-Christ. On le retrouve dans l'expression 'Dieu béni éternellement' (Épître de l'Apôtre Paul aux Romains, chapitre 9, verset 5).

## Dans le christianisme
Dans la religion chrétienne, le terme désigne également le geste effectué par les célébrants lors de certaines cérémonies ou encore à la fin d'un office et qui consiste à invoquer la bienveillance divine sur une personne ou sur l'assemblée. Dans le catholicisme et les Églises orthodoxes, la bénédiction peut être prononcée au moment de la consécration d'un monument (mémorial, autel, église), d'un objet servant au culte (cloche) ou d'autres objets (champ, maison, drapeau).

### Catholicisme

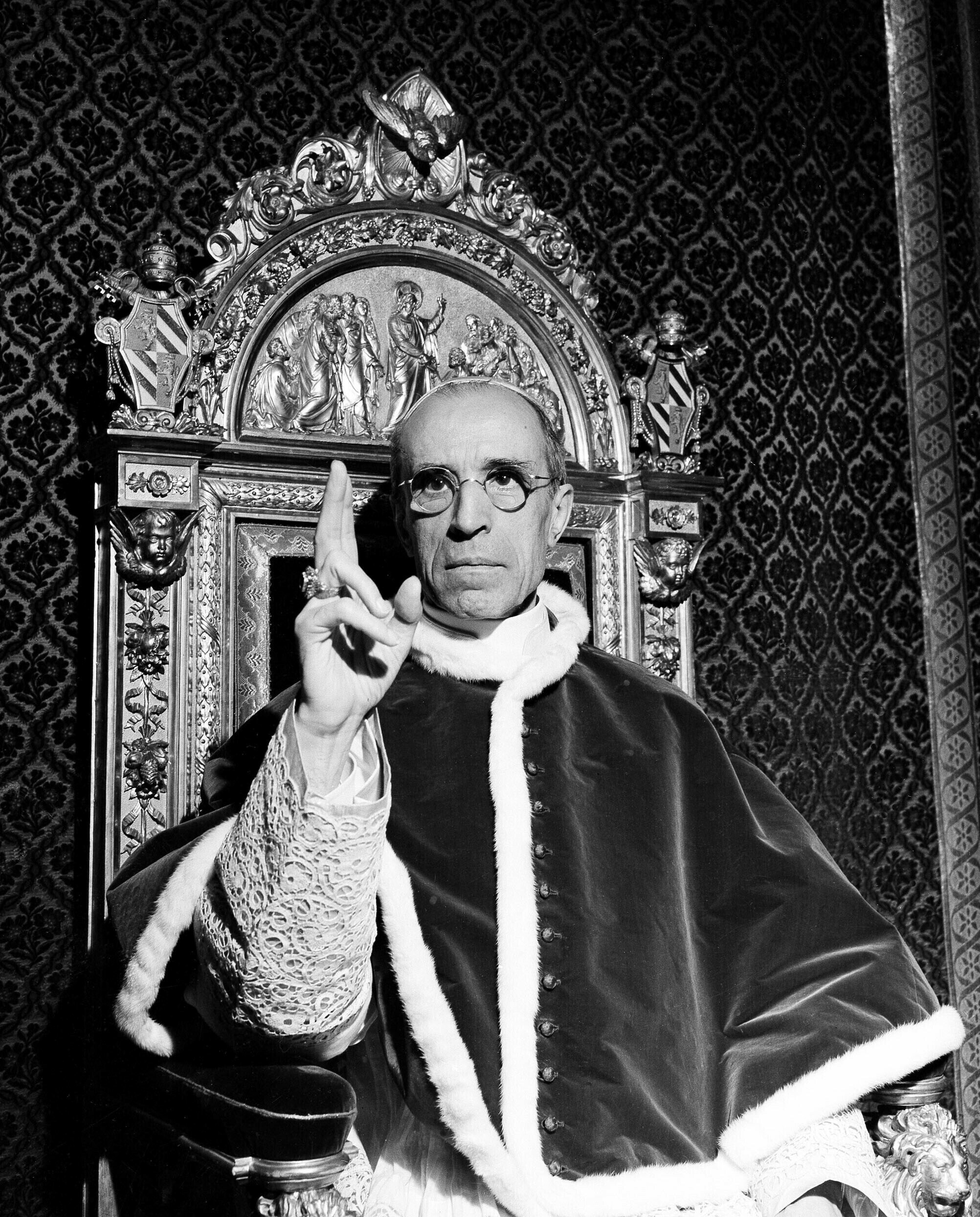
Le pape Pie XII offre sa bénédiction (1945).

C'est de la place Saint-Pierre que le pape donne ses bénédictions, notamment la bénédiction urbi et orbi. L'Église catholique réserve certaines bénédictions spécifiques au clergé ordonné mais cela ne concerne pas toutes les bénédictions comme l'on pourrait le penser. En effet, seul le clergé peut administrer les sacrements, hormis le baptême, et certaines bénédictions spécifiques, mais il existe un sacerdoce « commun » des bénédictions des laïcs présentés notamment dans le livre Dieu nous bénit : Bénédictions de l'Église à l'usage des laïcs. Ainsi on note que les laïcs, homme ou femmes, en vertu du sacerdoce commun dont ils ont reçu la charge à leur baptême et à leur confirmation, peuvent célébrer certaines bénédictions, avec les rites et les formules prévues pour eux. Comme le décrit cet article du journal La Croix les modalités pour une bénédiction par des laïcs sont néanmoins précises.
Ci après un résumé du livre[Lequel ?] et de l'article :  
- L'évêque, le prêtre et le diacre sont les seules personnes aptes à bénir durablement (éternellement) une personne, de l'eau (devenant de l'eau bénite non destinée à la consommation), un lieu ou un objet. Ils sont aussi les seuls à pouvoir administrer les sacrements, hormis le baptême dans les cas d'urgence possible pour un laïc, et doivent obéir aux ordres de préséance : ainsi, sauf ordre contraire du supérieur ecclésiastique, la bénédiction est dirigée par l'évêque, ou le prêtre puis le diacre, s'ils sont présents et dans cet ordre.

- Les bénédictions suivantes sont possibles pour les laïcs : bénédiction de fiançailles, de mariage, d'un animal de compagnie, d'un repas, d'une fête, d'un bateau, d'une lecture, d'une prise de parole, de ses enfants, d'un malade (ne pas confondre avec l'extrême onction cependant), etc. Si un lecteur ou un acolyte est présent, on doit lui laisser la charge de la bénédiction. Sinon il revient à n'importe quel laïc de le faire en respectant si possible, la « préférence sacramentelle » ou « pastorale » (un professeur de catéchisme ou de théologie étant jugé plus apte qu'un simple fidèle par exemple).

- Ainsi on privilégiera le laïc ayant reçu une instruction pastorale et/ou les sacrements d'initiation chrétienne de « baptême, communion, confirmation » pour la bénédiction, et ensuite « baptême, communion » jusqu'au « simple » baptisé. Ceci étant seulement une recommandation indiquant que les sacrements renforcent le lien avec l'Esprit Saint et donc permettent de distribuer une bénédiction plus adéquate, mais dans l'absolu le baptême seul est suffisant, accompagné de la foi du laïc, bien entendu. Il est une exception : la bénédiction des enfants par les parents, qui doit être donnée de préférence par les parents.

- Un rituel précis est nécessaire dans tous les cas. il s'agit généralement de la récitation d'un ou plusieurs psaumes et prières en lien avec la bénédiction, de quelques gestes précis décrits notamment dans le livre cité plus haut et défini par le droit canon de l'Église. Une version « longue » en cas de présence d'une communauté nombreuse et une version « courte » sont présentées.

On utilise le terme bénédicité (orthographié aussi benedicite), pour la prière qui se récite avant un repas pour rendre grâce de la nourriture et appeler sur elle la bénédiction divine. Le terme eut, lors du développement du christianisme, une telle force symbolique qu'il est à l'origine du prénom féminin Bénédicte et du prénom masculin Benoît signifiant « béni/bénie (par Dieu) ».

### Église orthodoxe russe

#### Bénédiction d'armes par l'Église orthodoxe russe
En Russie, la bénédiction d'armes par l'Église est une pratique courante. Il arrive souvent aux prêtres orthodoxes d'asperger d'eau bénite du matériel de guerre, comme des kalachnikovs, des missiles balistiques, des bombardiers, des sous-marins ou des systèmes antiaériens,,,.
En février 2020, la Commission interconciliaire de l'Église orthodoxe russe a préparé un projet de document proposant de renoncer à la bénédiction des armes de nature à frapper sans discrimination et des armes de destruction massive, dont les armes nucléaires. « Il convient cependant de bénir les moyens de transport utilisés par les militaires sur terre, sur l'eau ou dans les airs, car ce n'est pas la « bénédiction » des canons, des roquettes ou des moyens de bombardement qui est demandée au Seigneur, mais la protection des soldats », ont souligné les auteurs du document,.
Cette initiative n'a pas rencontré de soutien au sein de l'Église. L'interdiction de bénir certains types d'armes portera « un coup indirect à la confiance du peuple dans l'armée et la souveraineté du pays », considère Alexandre Chtchipkov, premier vice-président du Département synodal des relations entre l'Église, la société et les médias. Les concurrents de la Russie sur la scène internationale verront cette interdiction comme une faiblesse interne de l'État, alors que « nos armes sont les garantes de notre souveraineté et représentent un choix historique », a-t-il ajouté.
« Nous bénissons tous les objets que l'homme utilise : la maison, les vêtements, les voitures… L'arme nucléaire est une invention formidable. Grâce à elle, la Russie existe encore », estime quant à lui l'archiprêtre Dmitri Smirnov, chef de la Commission patriarcale pour les affaires familiales.

### Église éthiopienne
Les prêtres éthiopiens utilisent des croix manuelles en fer, en alliage de cuivre ou en bois, pour donner des bénédictions et recevoir des salutations des fidèles.

### Protestantisme
Dans les églises réformées ou les églises évangéliques, le pasteur bénit l’assemblée lors de la dernière partie du service .

## Autres
Plus généralement, dans la vie quotidienne, le terme est synonyme de « vœu », voire d'« accord ».
Exemple : « Après son baccalauréat, ma sœur voulut prendre une chambre en ville. Nos parents lui accordèrent leur bénédiction. »

## Galerie

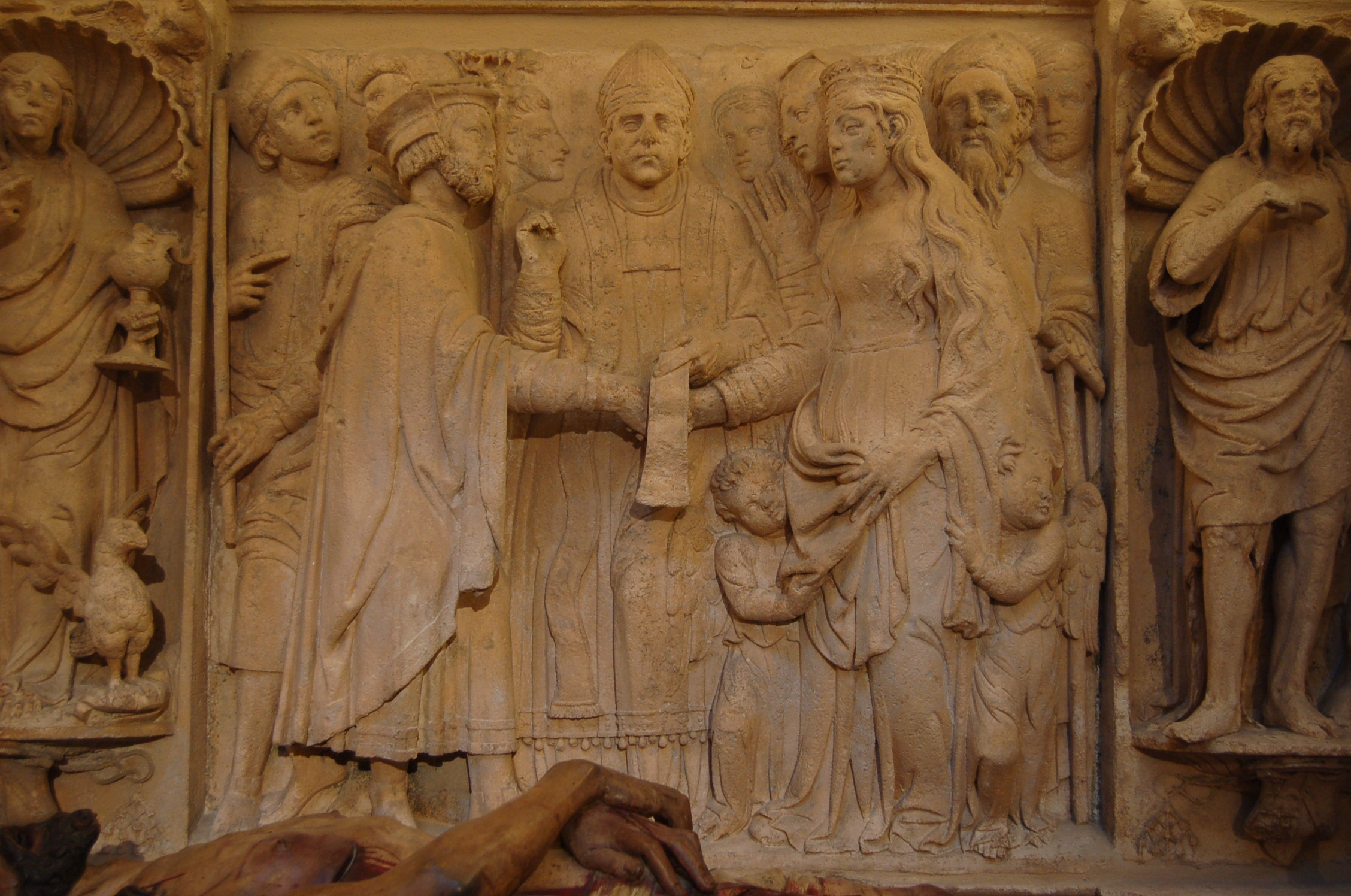
Bénédiction nuptiale, cathédrale de Burgos.
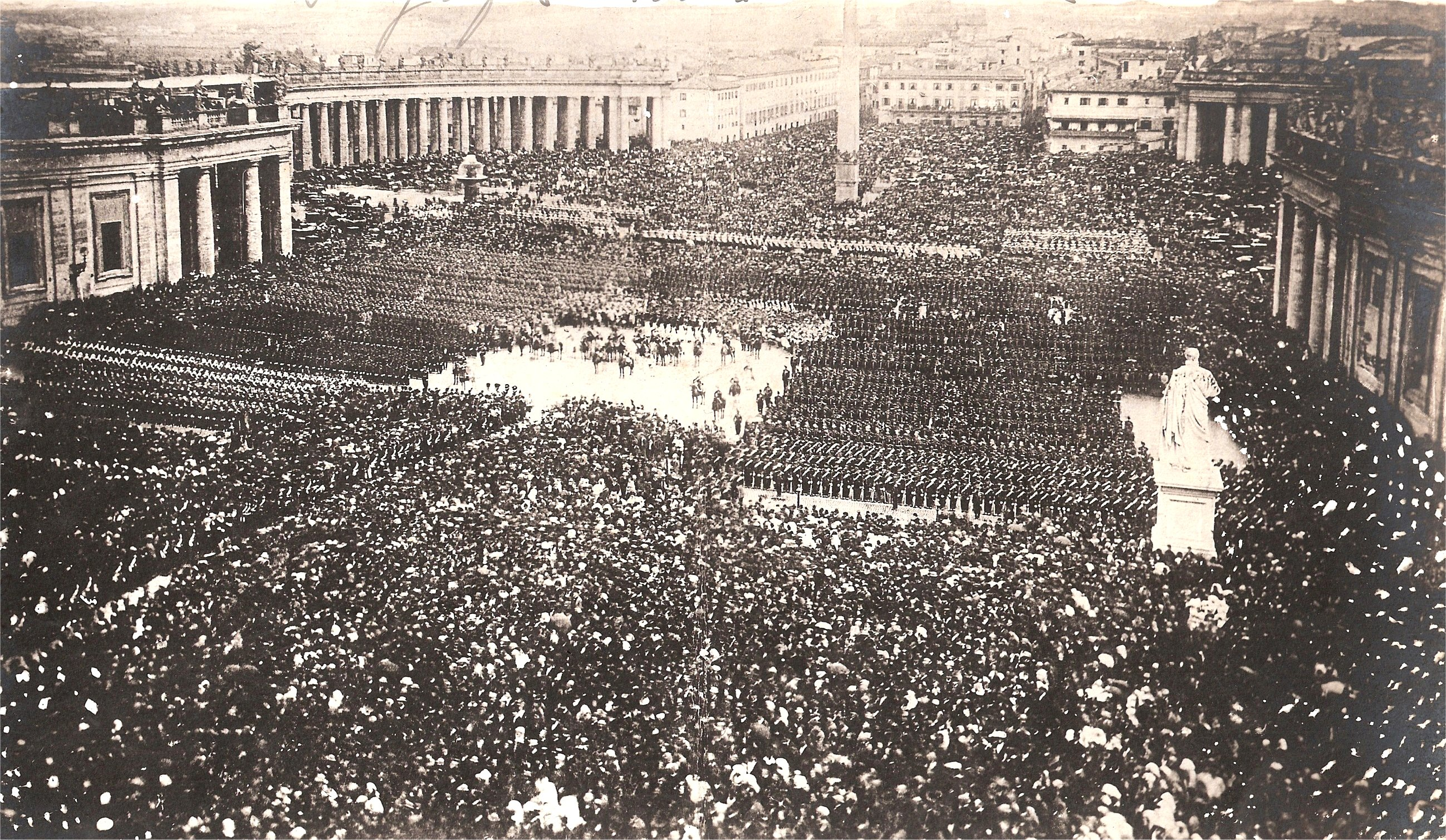
Bénédiction de troupes par Pie IX en 1870.
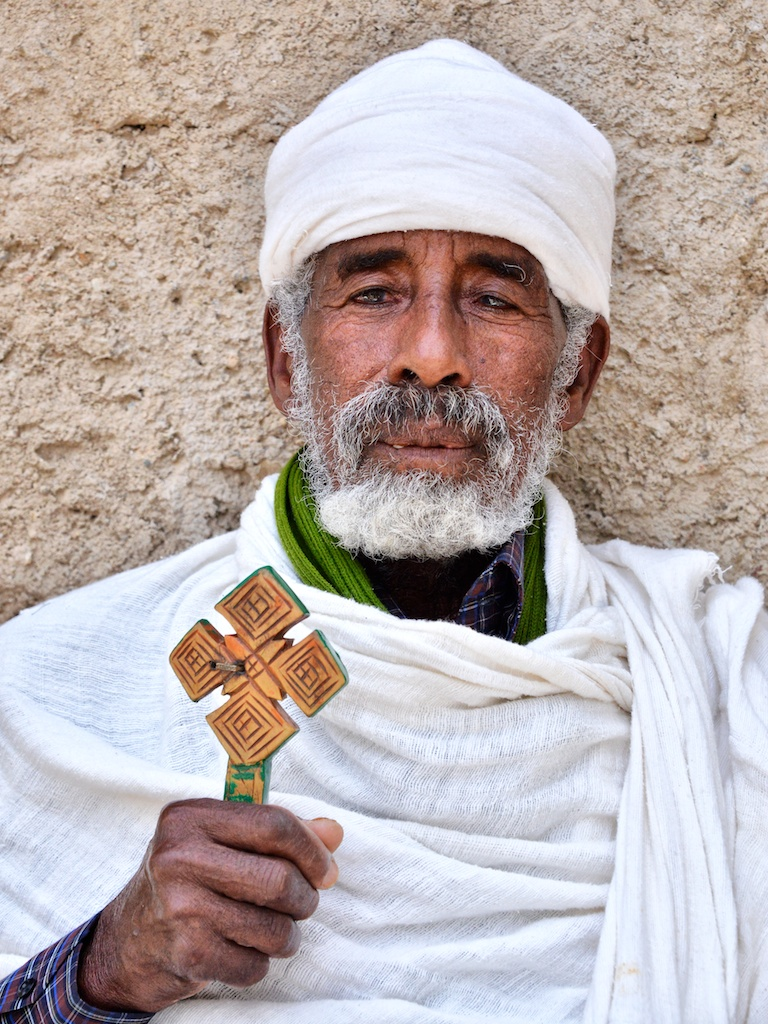
Prêtre éthiopien avec sa croix manuelle de bénédiction.

## Littérature
- Bénédiction, poème des Fleurs du Mal de Charles Baudelaire
- Bénédiction, roman de Claude Silve, Prix Femina 1935
- La Bénédiction de Babel, ouvrage de François Marty,  (ISBN 2-204-04037-1)
- La Bénédiction de Prométhée de Michel Lagrée,  (ISBN 2-213-60426-6)
- Dark Benediction, roman de science-fiction de Walter M. Miller  (ISBN 0-575-07977-0)